# Облога Вишгорода (1173)
Битва під Вишгородом (Облога Вишгорода) — битва що відбулася підчас другого походу князя Андрія Боголюбського на Київ. Цей похід був реакцією на непокору киян ставленикам Боголюбського, яких він ставив на князювання в Києві після завоювання і розорення Києва в 1169 році.

## Передумови
Після смерті Юрія Долгорукого у 1157 році Андрій Боголюбський витіснив із Ростова і Суздаля своїх молодших братів Михалка і Всеволода і об'єднав під своєю рукою північні землі, ставши єдиним князем Володимиро-Суздальського князівства. Своєю столицею він зробив місто Володимир, яке укріпив і прикрасив, збудувавши новий дитинець, головні ворота якого були зведені за зразком київських Золотих воріт і одержали ту саму назву, а також величний Успенський собор. Сам Андрій Боголюбський жив у замку неподалік від Владимира в селі Боголюбове. Здійснив кілька спроб підпорядкувати своїй владі Новгород. Намагався відірвати Суздальську землю від Києва, утворити окрему церковну митрополію.
Вигнав до Візантії своїх 4-х братів разом з їхньою матір'ю — другою дружиною Юрія Долгорукого.
Давнє суперництво Андрія із кузенами Мстиславичами досягло апогею, коли у Києві було обрано князем Мстислава Ізяславича, сина Ізяслава Мстиславича, давнього ворога його батька. Водночас новгородське віче вигнало князя Святослава Ростиславича, який звернувся за допомогою до Андрія. Новгородці, своєю чергою звернулися за допомогою до Мстислава. Це стало початком кривавої міжусобної війни. На боці Андрія стали князі Мурома, Рязані, Смоленська, Полоцька, сіверські, чернігівські та дорогобузькі. Їх об'єднане військо у 1169 році взяло в облогу Київ. При цьому всі князі, які брали участь в поході, були нащадками або свояками половецьких ханів. Князь Андрій, який ініціював цей похід і поставив на чолі його свого сина, був онуком половецького хана Аепи. Основу війська, яке йшло на Київ, становила так звана ростовська тисяча. Після недовгої облоги берендеї та торки, які були у дружині Мстислава, відмовилися воювати, Мстислав втік, місто було взяте та нещадно пограбоване — знищені та спалені тоді були не лише житлові квартали, а й значна кількість церков та монастирів.
Андрій Боголюбський посадив на київський престол Гліба Переяславського. Проте подальші спроби Андрія посилити свій вплив на Русі зазнали невдачі — у 1170 році суздальські війська були розбиті під Новгородом молодим новгородським князем, Романом Мстиславичем.
Проте і після цього Андрій продовжував втручатися у київські справи та ставити своїх союзників на князювання у Києві та інших містах. Після смерті у Києві Гліба Юрійовича (1171, ймовірно отруєний), за запрошенням молодших Ростиславичів у Києві сів Володимир Мстиславич, молодший син Мстислава Великого, однак невдовзі помер. Андрій віддав Київ старшому Ростиславичу, Роману, але вже у 1173 році між ними виник конфлікт і Роман був змушений вернутись у Смоленськ. Андрій послав до Києва свого брата, Михайла Юрійовича, однак той не хотів їхати на Русь і відправив замість себе брата Всеволода та племінника Ярополка. Всеволод покняжив у Києві 5 тижнів, після чого його взяв в полон Давид Ростиславич, а великим князем став його брат, Рюрик.
Дізнавшись про це Андрій наказав Ростиславичам покинути Русь та вернутись на Смоленщину. Проте вони відмовились та постригли Андрієвому послу бороду, що стало приводом до початку воєнних дій.

## Похід на Київ

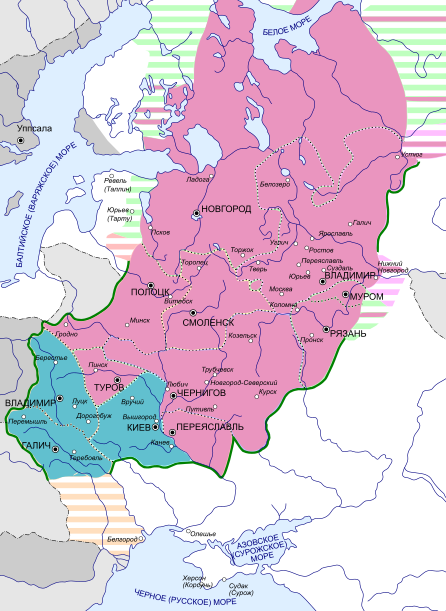
Коаліція
Київ

Андрій зібрав велике військо у якому крім владимиро-суздальських полків були сили Муромського, Рязанського, Турівського, Полоцького, Городенського князівств та Новгорода. Багато князів північно-східних примкнули до війська Боголюбського через те що або боялись його, або були в тісних економічних стосунках. На жаль для Києва навіть Новгородська республіка надала підрозділи на допомогу агресора, попри те, що ще в 1170 році Боголюбський напав на Новгород, але не взяв його через відчайдушний опір мешканців. Але на жаль мінливі міжусобні інтереси, переважили пам'ять про агресію і небезпеку її повторення. Ситуація для Києва складалася критично. Коли стало відомо, що вороже військо підходить до Києва, Мстислав вирішив не захищати Київ, натомість князівські війська заперлись у сусідніх містах — Рюрик сів у Білгороді, Мстислав у Вишгороді⁣, а Давид поїхав у Галич просити допомоги в Ярослава Осмомисла. Така стратегія мала свої переваги, по перше обороняти маленькі добре украплені містечка було легше ніж великі протяжністю, але не надто потужні загальні укріплення Києва, по друге в містечках було маленьке населення що допомогло би економити запаси їжі, по-третє зайшовши до Києва ворожі війська обтяжилися здобиччю та почали бенкетувати, що негативно впливало на боєздатність.
Війська Андрія Боголюбського взяли в облогу Вишгород. Через 9 тижнів вони дізнались що до міста йде луцький князь Ярослав Ізяславич з союзними галицько-волинськими силами, право якого на Київ визнавали й Ростиславичі.
У ніч на 19 грудня під Вишгородом військо Боголюбського було дощенту розгромлене українцями під командуванням Мстислава Ростиславича та луцького князя Ярослава Ізяславича, який після перемоги став великим київським князем. Військо Боголюбського розбіглося.
Грандіозний похід Андрія завершився провалом, що фактично означало втрату ним влади й впливу на Русі. Ростиславичі віддали київський престол луцькому князю Ярославу Ізяславичу, старшому в роді.

## Наслідки

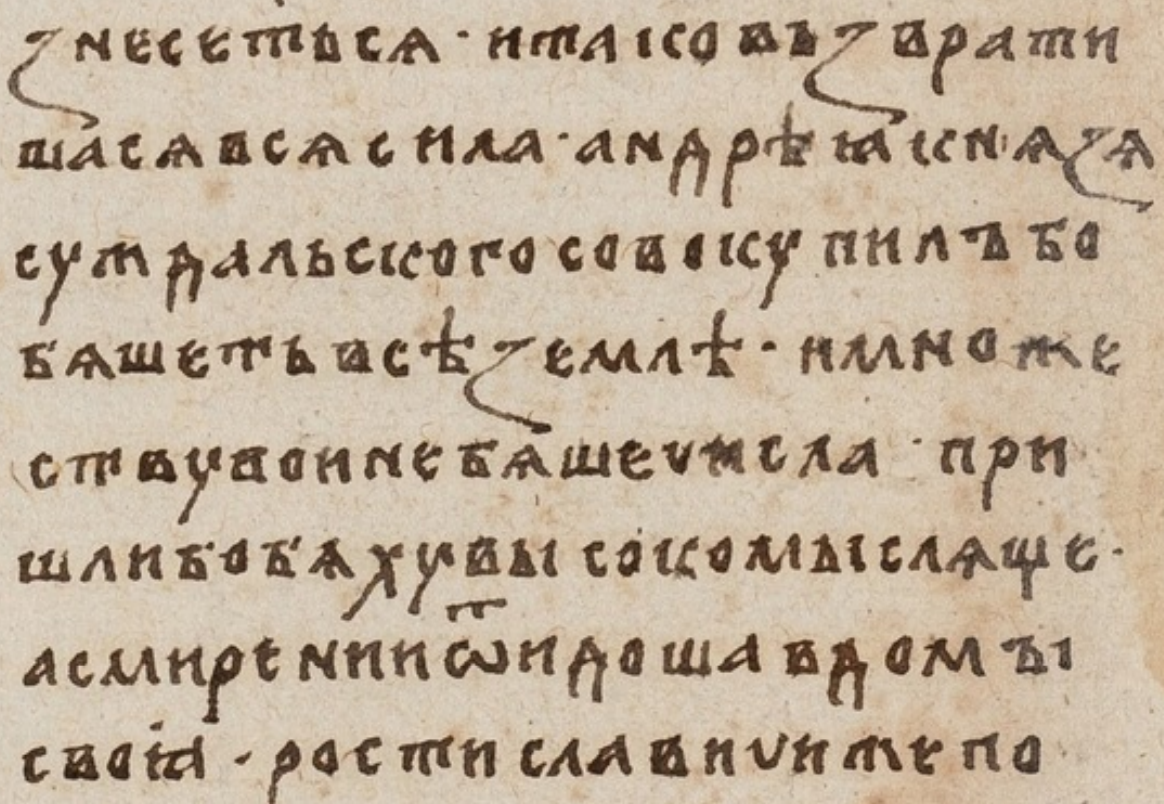
«І так вернулась уся сила Андрія [Юрійовича], князя суздальського, а зібрав він був усі землі, і множеству воїв не було числа. Прийшли бо вони зарозумілими, а смиренними одійшли у доми свої.»
– Київський літопис, у перекладі Леоніда Махновця на учасною українською мовою (1984)

Наслідком цієї битви стало падіння авторитету Андрія Боголюбського серед мешканців підвладного Володимиро-Суздальського князівства
а також серед союзних князівств. Це призвело до вдалої змови і вбивства Андрія Боголюбського. У змові брали участь кучковичі, імовірно представники родової мерянської тобто фіно-угорської аристократії, які правили територією і селами на місці річки Москва до заснування міста Москва. Також ця перемога стала консолідуючою подією що об'єднала Київське, Волинське та Галицьке саме тих князівств, що стали ядром формування України. Особливо в контексті того, що монголо-татарська навала в 1239—1240х роках фактично знищило Переяславське князівство, більшість його земель перейшли під безпосереднє керівництво орди і стало пасовищами для монголо-татарських кочівель, адміністративно його землі увійшли до Сарайської тьми, адміністративної одиниці в складі Золотої орди.

### Першоджерела
- «Київський літопис» (бл. 1200), щороку 6682 (1174) [1173].
  - Махновець, Леонід (1984). Літопис Руський. Роки 1169 — 1174. Літопис руський (укр.). Процитовано 5 червня 2024. — Сучасний український переклад Київського літопису за Іпатіївським списком з коментарями з Хлєбніковського списку.
- «Суздальський літопис» (бл. 1203), щороку 6682 (1174) [1173].
- «Новгородський перший літопис» (бл. 1275), щороку 6681 (1173).